# Roy Barnes
Roy Barnes, född 11 mars 1948 i Mableton i Georgia, är en amerikansk demokratisk politiker. Han var Georgias guvernör 1999–2003.
Barnes avlade 1969 kandidatexamen i historia och tre år senare juristexamen vid University of Georgia.
Barnes efterträdde 1999 Zell Miller som Georgias guvernör och efterträddes 2003 av Sonny Perdue. De mest omdiskuterade reformerna under Barnes tid som guvernör gällde utbildningspolitiken och en ny design för Georgias flagga.